# Anne-Karine Strøm

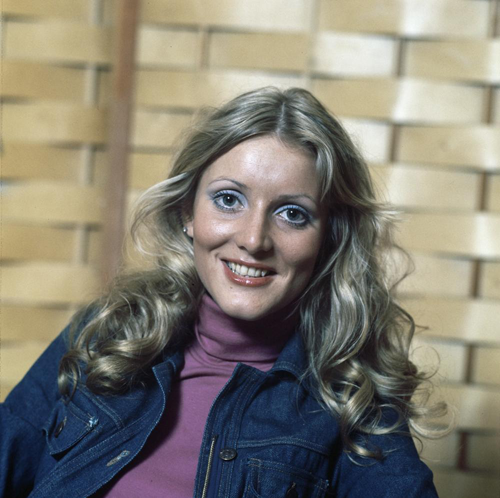
Anne-Karine Strøm in 1976

Anne-Karine Strøm (Oslo, 15 oktober 1951) is een Noorse zangeres.
Van 1971 tot 1976 was ze niet weg te slaan van de Melodi Grand Prix, drie keer was ze bij de winnaars en mocht ze Noorwegen vertegenwoordigen op het Eurovisiesongfestival.
In 1973 ging ze als lid van de groep Bendik Singers naar het songfestival, dat jaar werd de vrije taalregel van kracht en zong de groep hun lied in het Engels, met It's just a game werden ze 7e.
Een jaar later ging Strøm solo met The first day of love, dit werd slechts 14e (gedeeld laatste).
Twee jaar later eindigde ze met Mata Hari op de 17e plaats, enkel Joegoslavië eindigde nog onder haar. Omdat de punten van de Franse jury niet werden toegekend aan Joegoslavië door een fout, eindigde ze als 17e. De einduitslag werd later nooit aangepast waardoor Strøm niet met de 'rode lantaarn' naar huis ging.
1960: Nora Brockstedt · 
1961: Nora Brockstedt · 
1962: Inger Jacobsen · 
1963: Anita Thallaug · 
1964: Arne Bendiksen · 
1965: Kirsti Sparboe · 
1966: Åse Kleveland · 
1967: Kirsti Sparboe · 
1968: Odd Børre · 
1969: Kirsti Sparboe · 
1971: Hanne Krogh · 
1972: Grethe Kausland & Benny Borg · 
1973: Bendik Singers · 
1974: Anne-Karine Strøm & Bendik Singers · 
1975: Ellen Nikolaysen · 
1976: Anne-Karine Strøm · 
1977: Anita Skorgan · 
1978: Jahn Teigen · 
1979: Anita Skorgan · 
1980: Sverre Kjelsberg & Mattis Hætta · 
1981: Finn Kalvik · 
1982: Jahn Teigen & Anita Skorgan · 
1983: Jahn Teigen · 
1984: Dollie de Luxe · 
1985: Bobbysocks · 
1986: Ketil Stokkan · 
1987: Kate Gulbrandsen · 
1988: Karoline Krüger · 
1989: Britt Synnøve Johansen · 
1990: Ketil Stokkan · 
1991: Just 4 Fun · 
1992: Merethe Trøan · 
1993: Silje Vige · 
1994: Elisabeth Andreassen & Jan Werner Danielsen · 
1995: Secret Garden · 
1996: Elisabeth Andreassen · 
1997: Tor Endresen · 
1998: Lars Fredriksen · 
1999: Stig Van Eijk · 
2000: Charmed · 
2001: Haldor Lægreid · 
2003: Jostein Hasselgård · 
2004: Knut Anders Sørum · 
2005: Wig Wam · 
2006: Christine Guldbrandsen · 
2007: Guri Schanke · 
2008: Maria Haukaas Storeng · 
2009: Alexander Rybak · 
2010: Didrik Solli-Tangen · 
2011: Stella Mwangi · 
2012: Tooji · 
2013: Margaret Berger · 
2014: Carl Espen · 
2015: Mørland & Debrah Scarlett · 
2016: Agnete · 
2017: JOWST feat. Aleksander Walmann · 
2018: Alexander Rybak · 
2019: KEiiNO · 
2021: Tix · 
2022: Subwoolfer · 
2023: Alessandra · 
2024: Gåte ·
2025: Kyle Alessandro
- Bibsys: 6094047
- International Standard Name Identifier: 0000 0003 8428 3003
- Library of Congress Control Number: n2009063617
- MusicBrainz: 3ae4248d-c45b-4ec2-a5ff-6cf419d522cf
- Virtual International Authority File: 274691452
- WorldCat: E39PBJh8TxPHwwDbP9PP4DPqQq